# Les Antipodes (album)
Pour l’article homonyme, voir Les Antipodes.
Albums de Les Cowboys Fringants
Octobre
(2015) Les Nuits de Repentigny
(2021)
Les Antipodes est un album studio des Cowboys fringants sorti en 2019,,. Il a remporté le prix Félix du meilleur album rock et de l'album s'étant le plus vendu (album populaire) au 42ᵉ Gala des prix Félix. De plus, l'album a figuré à la 1ʳᵉ position des palmarès ventes d'albums au Québec pour trois semaines consécutives.
La chanson L'Amérique pleure, première pièce de l'album, est considéré comme une des chansons les plus populaires du groupe,,. Elle trônera au sommet des palmarès pour un total de 26 semaines. Quant à elle, la pièce Sur mon épaule sera présente au sommet des palmarès pour une durée de 22 semaines.

## Liste des titres
| No  | Titre                                  | Paroles    | Durée |
| --- | -------------------------------------- | ---------- | ----- |
| 1.  | L'Amérique pleure                      | J-F. Pauzé | 4:43  |
| 2.  | Les maisons toutes pareilles           | J-F. Pauzé | 3:59  |
| 3.  | Suzie Prudhomme                        | J-F. Pauzé | 4:33  |
| 4.  | Ici-bas                                | J-F. Pauzé | 4:07  |
| 5.  | Saint-Profond                          | J-F. Pauzé | 3:54  |
| 6.  | Mononc' André                          | J-F. Pauzé | 3:16  |
| 7.  | La traversée (de l'Atlantique en 1774) | J-F. Pauzé | 3:40  |
| 8.  | D'une tristesse                        | J-F. Pauzé | 3:50  |
| 9.  | Johnny Pou                             | J-F. Pauzé | 3:06  |
| 10. | Sur mon épaule                         | J-F. Pauzé | 3:24  |

## Membres du groupe
- Karl Tremblay: Chant, chœurs
- Jean-François Pauzé: Guitare électrique, acoustique, classique, harmonica, chant, chœurs
- Marie-Annick Lépine: Piano, claviers, accordéon, bandonéon métallophone, flûte traversière, flûte à bec, violon, violoncelle, mandoline, banjo, percussions, chant, chœurs
- Jérôme Dupras Basse, chœurs

## Thèmes
Fidèles à leurs habitudes, le groupe propose des chansons qui se distinguent par leur humour et leur légèreté, mais également par leur militance politique et sociale. Tel que l'explique Jean-François Pauzé, guitariste du groupe, les Cowboys Fringants « aime[nt] avoir le poing dans les airs, mais aussi la bière dans l’autre main. »
Les chansons L’Amérique pleure, Sur mon épaule, Les maisons toutes pareilles, D’une tristesse et Ici-bas se distinguent par leurs airs plus mélancoliques, prenant souvent un regard critique face à la société et/ou les relations humaines. Quant à elles, les chansons Suzie Prudhomme, Mononc’André, La traversée (de l’Atlantique en 1774), Johnny Pou et Saint-Profond, reprennent les airs désinvoltes et humoristiques de leur premier album, Motel Capri.